# John Engler

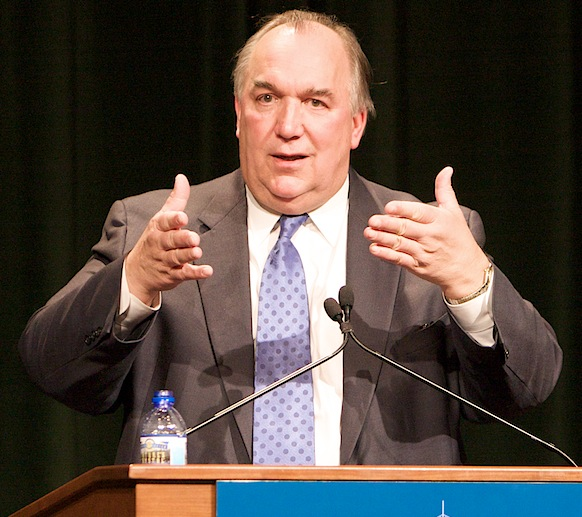
John Engler em 2009.

John Mathias Engler (Mount Pleasant, 12 de outubro de 1948) é um político americano. Foi governador do Estado americano de Michigan de 1991 até 2005.
Após completar seus estudos em 1971, ele foi eleito para a Câmara dos Representantes do Estado de Michigan. Em 1979 tornou-se Senador Estadual de Michigan. Em 1990, ele foi eleito governador. Engler se reelegeu em 1994 e 1998. 